# Anacyclus
- Commons
- Wikispecies

Anacyclus é um género botânico pertencente à família Asteraceae.

## Espécies
- Anacyclus clavatus (Desf.) Pers.
- Anacyclus pyrethrum (L.) Link
- Anacyclus radiatus Loisel.
- Anacyclus valentinus L.

## Classificação do gênero
| Sistema | Classificação                                | Referência               |
| ------- | -------------------------------------------- | ------------------------ |
| Linné   | Classe Syngenesia, ordem Polygamia superflua | Species plantarum (1753) |